# كسر داخل المحفظة
كسر داخل المحفظة (بالإنجليزية: Intracapsular fracture)‏ هوَ كسر عظمي يحدث ضِمن المحفظة المفصلية، ومن الأمثلة عليه الكسور في رأس الفخذ وَعنق عظم الفخذ.